# Charles Sevin de Quincy
Charles Sevin de Quincy (1660-1728) fue un marqués, militar y escritor de Francia.
La ordenanza francesa de 10 de diciembre de 1762, al declarar al sargento mayor primer capitán con mando y precedencia sobre los demás, le hace esta expresiva recomendación: que al declararle tercer jefe del regimiento, dándole así más ventajosa posición, no tendría excusa si su comportamiento fuese en ningún caso contrario al bien del servicio.-Quincy (1726) habla de arbitrios y obvenciónes (cita sacada del Diccionario militar:...., Madrid, 1869; autor: José Almirante y Torroellla)

## Biografía
Sevin de Quincy, brigadier del ejército del rey de Francia, entra en servicio en 1676, se hizo valer en las diferentes guerras que sostuvo Luis XIV de Francia contra las diferentes potencias europeas, y fue recompensado por sus servicios con el grado militar de teniente-general de artillería.
Se distinguió en la batalla de Höchstädt (1704), en donde fue herido, y en 1707 comandó la artillería bajo las órdenes del mariscal de Villars, y al año siguiente partió con el ejército comandado por el elector de Baviera para actuar en el Rhin, mientras que Villars penetraba en Italia.
Después de la paz o tratado de Utrecht, fue nombrado ayudante del rey como gobernador de la provincia de Auvergne, y consagró su tiempo libre a ordenar las materias que había recogido como militar en sus campañas y escribió la "Historia militar del rey Luis el Grande, rey de Francia", con cartas y planos.
Según Voltaire, entre grandes detalles de esta obra, son útiles para seguir las operaciones de campaña, detalles que vienen de ejemplos y paralelos con otras batallas, y tiene un volumen de máximas sobre el arte militar, con lecciones y ejemplos para todos los grados desde el simple soldado hasta el general y un tratado de minas de Vauban.

## Obras
- Histoire militaire du règne de Louis-le-Grand, roi de France, París, 1726, 8 vols., en 4.º.
- L'art de la guerre, ou, maximes et instrutions sur l'art militaire, La Haya, H. Scheurleer, 1728.
- L'arte della guerra:...., G. Corona, 1745.
- Otras